# Diaphorus simulans
Diaphorus simulans är en tvåvingeart som beskrevs av Becker 1922. Diaphorus simulans ingår i släktet Diaphorus och familjen styltflugor. Inga underarter finns listade i Catalogue of Life.